# ミサイル巡洋艦
ミサイル巡洋艦（ミサイルじゅんようかん）とは軍艦の艦種の一つで、ミサイルを搭載している巡洋艦の事である。主にアメリカ合衆国とロシア連邦で開発・運用されているが、両国においてその性格は異なっている。

## 概要
アメリカとイギリスでは、それぞれ1943年ごろより艦対空ミサイルの開発に着手しており、大戦末期に日本軍が行った特別攻撃（特攻）の脅威を受けて開発は加速していた。アメリカでは、1944年に開始されたバンブルビー計画を基本として開発が進められており、ここから派生した中射程型のテリアは1948年、本命と位置付けられていた長射程型のタロスも1950年には試作に入った。
アメリカ海軍において、これらのミサイルは、まず既存の軽巡洋艦と重巡洋艦への改修によって装備化されることになり、1952年度予算でボルチモア級重巡洋艦2隻がテリアを搭載したボストン級として改装されたのを端緒として、順次に改装が進められた。また兵装のミサイル化と同時に機関の核動力化も図った「ロングビーチ」も建造されたが、巨額な建造費が災いして、同型艦は建造されなかった。また、特にテリアは、より小さい駆逐艦ベースの船体でも十分に収容できることが判明したことから、巡洋艦への改装はそれ以上行われないことになり、かわって駆逐艦を拡大したミサイル・フリゲート（DLG/DLGN）の整備が進められた。しかしこのミサイル・フリゲートはどんどん大型化・有力化していったこともあり、1975年の艦種再編の際にミサイル巡洋艦と改称された。また1978年度のタイコンデロガ級は、スプルーアンス級駆逐艦を元にイージスシステムを搭載するよう設計を修正したという経緯もあり、当初はミサイル駆逐艦として類別されていたものの、結局ミサイル巡洋艦に類別変更されている。
一方、ソビエト連邦海軍では、1956年より「誘導ジェット兵器を備える駆逐艦」の開発を進めていたが、巡洋艦を失うことを憂慮した海軍上層部への配慮から、これは1960年代に入って58型ミサイル巡洋艦と改称され、ミサイル巡洋艦（RKR）の嚆矢となった。アメリカ海軍のミサイル巡洋艦が艦対空ミサイルを主兵装とした防空艦であったのに対し、これらのソ連海軍のミサイル巡洋艦は、むしろ艦対艦ミサイルを主兵装として、対水上戦を主任務としていた。
また運用者自身はミサイル駆逐艦と類別していても、外部観測筋によってミサイル巡洋艦と種別されることもある。例えば国際戦略研究所では、満載排水量9,750トン以上の水上戦闘艦を一律にミサイル巡洋艦としており、海上自衛隊のあたご型護衛艦（満載排水量10,000トン）とまや型護衛艦（満載排水量10,250トン）、大韓民国海軍の世宗大王級駆逐艦（満載排水量10,290トン）や中国人民解放軍海軍の055型駆逐艦（満載排水量13,000トン）はミサイル巡洋艦として扱われている。

## ミサイル巡洋艦一覧
アメリカ海軍
- ボストン級ミサイル巡洋艦
- ガルベストン級ミサイル巡洋艦
- プロビデンス級ミサイル巡洋艦
- 原子力ミサイル巡洋艦「ロングビーチ」
- オールバニ級ミサイル巡洋艦

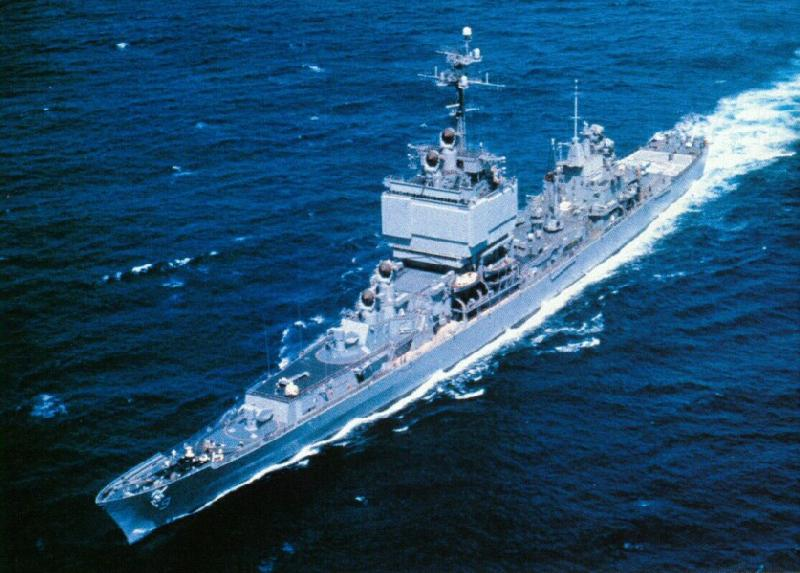
アメリカ海軍の原子力ミサイル巡洋艦「ロングビーチ」。世界初の新造ミサイル巡洋艦でもある。

- リーヒ級ミサイル巡洋艦[注 2]
- 原子力ミサイル巡洋艦「ベインブリッジ」[注 2]
- ベルナップ級ミサイル巡洋艦[注 2]
- 原子力ミサイル巡洋艦「トラクスタン」[注 2]
- カリフォルニア級原子力ミサイル巡洋艦[注 2]
- バージニア級原子力ミサイル巡洋艦[注 2]
- タイコンデロガ級ミサイル巡洋艦[注 3]

 ソビエト連邦海軍/ ロシア海軍
- 58型ミサイル巡洋艦（キンダ型）

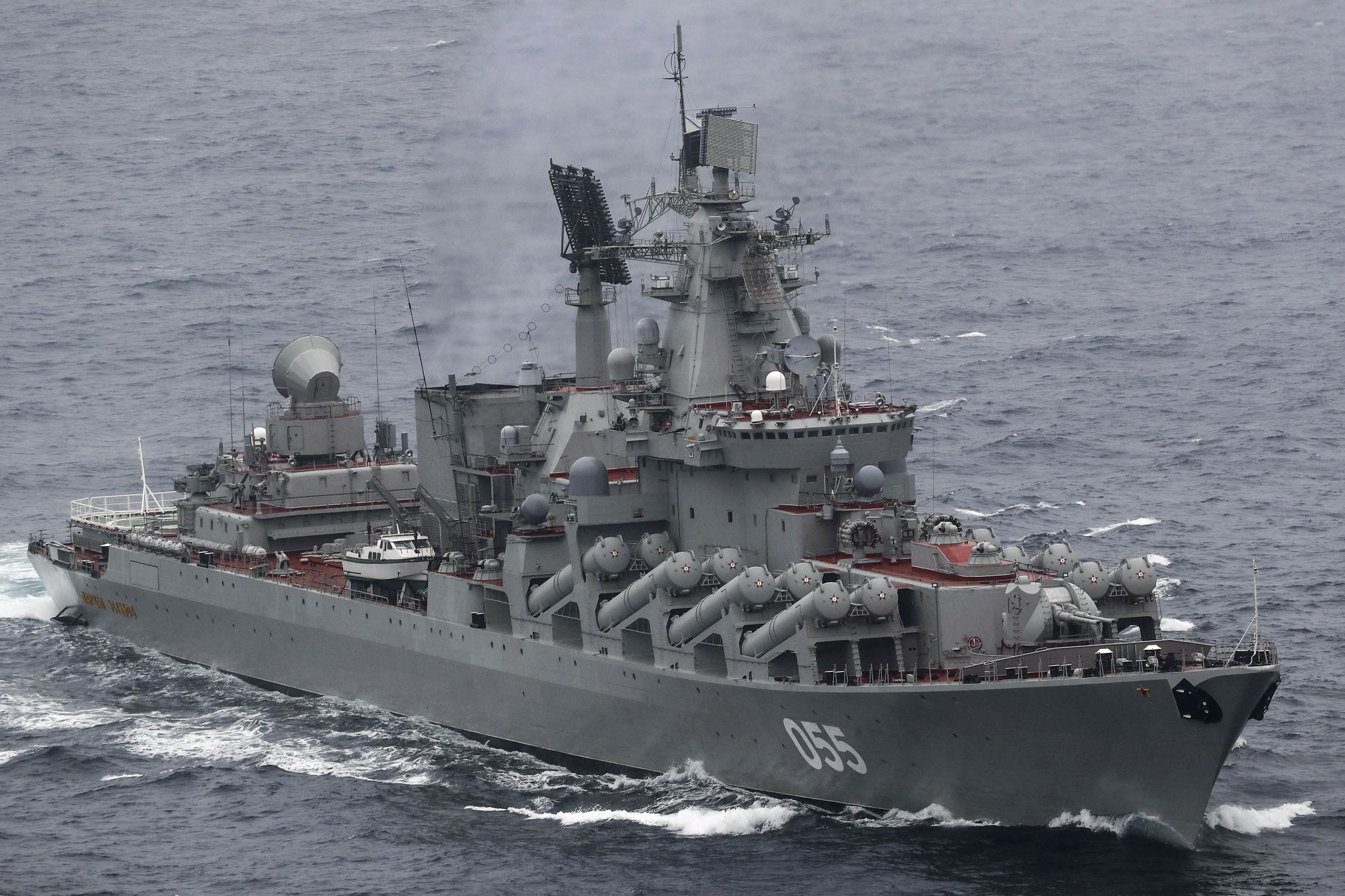
ロシア海軍のスラヴァ級ミサイル巡洋艦

- 1134型ミサイル巡洋艦（クレスタI型）[注 4]
- 1164型ミサイル巡洋艦（スラヴァ級）
- 1144型重原子力ミサイル巡洋艦（キーロフ級）

 イタリア海軍
- ルイージ・ディ・サヴォイア・ドゥーカ・デッリ・アブルッツィ級軽巡洋艦「ジュゼッペ・ガリバルディ」

### ミサイル巡洋艦と種別されることもある艦艇
ソビエト連邦海軍/ ロシア海軍
- 1134A型大型対潜艦（クレスタII型）
- 1134B型大型対潜艦（カーラ型）

 海上自衛隊
- あたご型護衛艦
- まや型護衛艦

 大韓民国海軍
- 世宗大王級駆逐艦

 中国人民解放軍海軍
- 南昌級駆逐艦